# 이토 마사유키
이토 마사유키(일본어: 伊藤正之, 1958년 6월 1일 ~ )는 일본의 배우이다.

## 출연 작품

### 드라마
- 타이라노 키요모리 (2012년) ‐ 와타나베 쇼 역
- 사나다마루 (2016년) ‐ 이시카와 카즈마사 역